# Modelagem conceitual
A modelo ou modelagem conceitual trata da descrição da semântica de aplicativos de software em um alto nível de abstração. Especificamente, modeladores conceituais descrevem modelos de estrutura em termos de entidades, relacionamentos e restrições; descrevem modelos comportamentais ou funcionais em termos de estados, transições entre estados e ações executadas em estados e transições; e descrevem interações e interfaces de usuário em termos de mensagens enviadas e recebidas e informações trocadas. Alguns modelos são objetos físicos; por exemplo, um modelo de um brinquedo que pode ser montado e pode ser feito para funcionar como o objeto que representa. O termo modelo conceitual também pode ser usado para se referir a modelos que são formados após um processo de conceituação ou generalização.